# کامرون آرتیگلیر
کامرون آرتیگلیر (انگلیسی: Cameron Artigliere؛ زادهٔ ۳ ژوئیهٔ ۱۹۹۰) بازیکن فوتبال اهل آلمان است.